# Rovaniemen Keskuskenttä
Il Rovaniemen Keskuskenttä è lo stadio della città di Rovaniemi, capoluogo della Lapponia finlandese. Ospita le partite casalinghe del Rovaniemen Palloseura e fino a qualche anno fa anche dell'FC Santa Claus.
Lo stadio è attrezzato di una pista d'atletica a quattro corsie, di colore verde, e il manto erboso è artificiale e ha un impianto di riscaldamento nel sotto-suolo.
Durante i lavori di ristrutturazione nel 2009 venne ritrovato un ordigno inesploso, che fu poi portato via e fatto brillare dal Reggimento di Difesa Aerea della Lapponia.
I record di presenze sono, per le coppe europee, la partita di Coppa delle Coppe nel 1987 fra il RoPS e il KS Vilaznia Scutari (formazione albanese) con circa 8540 presenti, ben oltre il massimo della capienza, mentre nelle partite dei campionati finlandesi fra RoPS e HJK Helsinki nel 1981, con 5471 presenti.